# Sistema penitenciari
Institucions penitenciàries o sistema penitenciari és el terme amb el qual es designen a les institucions o al sistema establert per al compliment de les penes previstes en les sentències judicials; especialment les penes de reclusió, el propòsit i objectiu de la qual, en el dret penal contemporani i el dret penitenciari, és la reinserció social del condemnat. Una altra tipologia de penes, com la pena de mort, el treball social, la llibertat vigilada, etc., tenen una relació més o menys indirecta amb les institucions penitenciàries, encara que també formen part del sistema penal. Menys relació tenen altres penes, com les denominades penes pecuniàries (multes) o la pena de privació de certs drets (especialment el dret de sufragi).
Habitualment la institució penitenciària és la presó, però la denominació pot ser diferent, així com la seva organització administrativa i els seus mètodes i característiques: centres penitenciaris oberts o tancats, de mínima seguretat o màxima seguretat, hospitals o centres psiquiàtrics penitenciaris (hospital penitenciari, hospital psiquiàtric penitenciari), etc.
Des del segle xix, la reforma penal ha estat una constant dels filantrops i reformistes socials.
 
Des d'un punt de vista sociològic, les institucions penitenciàries comparteixen característiques amb altres institucions disciplinàries (concepte de Michel Foucault).

## Presidis i colònies penitenciàries
A l'Edat Moderna i l'inici de l'Edat Contemporània, era comú l'establiment de presidis en zones llunyanes (per a Espanya, les places de sobirania en el Nord d'Àfrica), o de colònies penitenciàries encara més llunyanes (pel Regne Unit, Austràlia).

## Institucions penals juvenils
A l'Edat Moderna i l'inici de l'Edat Contemporània, era comú l'establiment de presidis en zones llunyanes (per a Espanya, les places de sobirania en el Nord d'Àfrica), o de colònies penitenciàries encara més llunyanes (pel Regne Unit, Austràlia).

## Tractament penitenciari
Sempre resulta un tema de discussió la sèrie de drets que se'ls atorga a les persones una vegada empresonades, i bé és cert que al moment que es comet un delicte castigat amb la pena de presó, es priva del dret fonamental més important que és la llibertat i això és un fet que cal assumir. No obstant això s'atorguen molts més.
En primer lloc, el trasllat d'un individu al centre penitenciari corresponent, sempre ha de realitzar-se de la manera més correcta i idònia possible evitant així el desarrelament, per a això, existeix la política de distribució penitenciària que consisteix a buscar àrees territorials que coincideixin amb el mapa de les autonomies perquè els centres se situïn en la mateixa comunitat autònoma. D'aquesta manera, als familiars més propers els resulta més senzill dirigir-se a la presó i, per tant, se li concedeix a la persona presa el dret a rebre visites i a la "lliure" comunicació. Per a la concessió d'unes comunicacions extres els interns han de tenir bona conducta i es valora positivament la realització d'activitats quan se suposa que les mateixes no són obligatòries.
Les comunicacions íntimes resulten més difícil d'obtenir, segons l'article 45 del Reglament Penitenciari que tracta sobre les normes generals de les comunicacions especials, les comunicacions íntimes, és a dir, sense barreres entre persona presa i afí íntim o com es coneix normalment: bis a bis, només es poden produir amb el o la cònjuge o anàleg i en el cas de no estar acreditat a través d'un document, (matrimoni o parella de fet) es demanen almenys 6 mesos de convivència prèvia per dur-ho a terme. En aquest cas existeixen debats sobre si s'ha de considerar si aquest reglament està formulat de la millor manera o no. El debat es genera quan es planteja si és correcte posar a través de lleis límits temporals perquè una relació estigui "consolidada".
També existeixen taules de ponderació per valorar (sempre per l'equip tècnic) si concedir o no els permisos de sortida i sigui de la forma més objectiva i igualitària possible en el qual es puntuen variables com l'estrangeria, la drogodependència, la professionalitat, reincidència i trencament o pressions internes.
Quan es tracta de canviar el grau penitenciari en el qual es troben les persones internes també es ponderen factors de reinserció amb gran similitud als anteriors per la Junta de Tractament.
En resum, les institucions penitenciàries tenen com a fi principal la reinserció i la resocialització de la persona condemnada.